# Heinkel He 116
Heinkel He 116 – niemiecki samolot transportowo-rozpoznawczy w układzie czterosilnikowego dolnopłata o konstrukcji mieszanej. Podwozie klasyczne, chowane w locie.

## Historia
W połowie lat 30. niemiecka Lufthansa była zainteresowana dostarczaniem poczty i towarów na Daleki Wschód, głównie do Japonii. Do tego zadania potrzebny był samolot o dużym zasięgu i wysokim pułapie. Lufthansa zamówiła projekt samolotu w zakładach Heinkla. Mimo zaangażowania zakładów w produkcji bombowca He 111 zamówienie zostało przyjęte i opracowano projekt oparty na sprawdzonej konstrukcji He 111. Nowy samolot He-116 został wyposażony w cztery silniki o dużo mniejszej mocy od pierwowzoru, ale bardziej ekonomicznych. Prototyp samolotu osiągał duży zasięg, ale pułap okazał się mniejszy od założonego. Do początku 1938 wyprodukowano cztery prototypy. Dwa z tych samolotów zostały zakupione dla Japońskich Linii Lotniczych. He-116 latały w Mandżurskich Liniach Lotniczych ze znakami rejestracyjnymi J-BAKD i J-EAKF, obsługiwały trasę Tokio-Hsingking. Kolejne wersje samolotu He-116 V-7 i V-8 otrzymały nowe przeszklone przody kadłuba. Zbliżająca się wojna spowodowała, że He-116 przejęła Luftwaffe. Jeden z nich przebudowano z wersji transportowej na samolot rozpoznawczy dalekiego zasięgu o rekordowym zasięgu dzięki zwiększeniu między innymi rozpiętości skrzydeł o 3 m. Zamontowano kamery umożliwiające wykonywanie zdjęć w pionie i ukosie. 30 lipca 1938 roku 10 000 km przebyto w ciągu 46 godzin i 18 minut, co odpowiadało średniej prędkości 216 km/h. Jako samolot bojowy He-116 nie sprawdził się. Mała prędkość, niski pułap, brak uzbrojenia obronnego spowodował, że He-116 w akcjach bojowych nie został wykorzystany. Wyprodukowano łącznie 14 sztuk samolotu: osiem cywilnych He 116 A, jeden He 116 R i pięć wojskowych He 116 B (służyły jako samoloty szkoleniowe dla załóg pomiarów lotniczych i zadań kurierskich.